# マシュー・アンダーソン
マシュー・ジョン・アンダーソン（Matthew John Anderson, 1987年4月18日 - ）は、アメリカ合衆国の男子バレーボール選手である。アメリカ合衆国代表。
ニックネームでマット・アンダーソンと呼ばれる。

## 来歴
ニューヨーク州バッファロー出身。5人兄姉の末弟として生まれた。2人の姉は学生時代にバレーボールの経験があり、マットはウェストセレカ高校を2005年に卒業している。

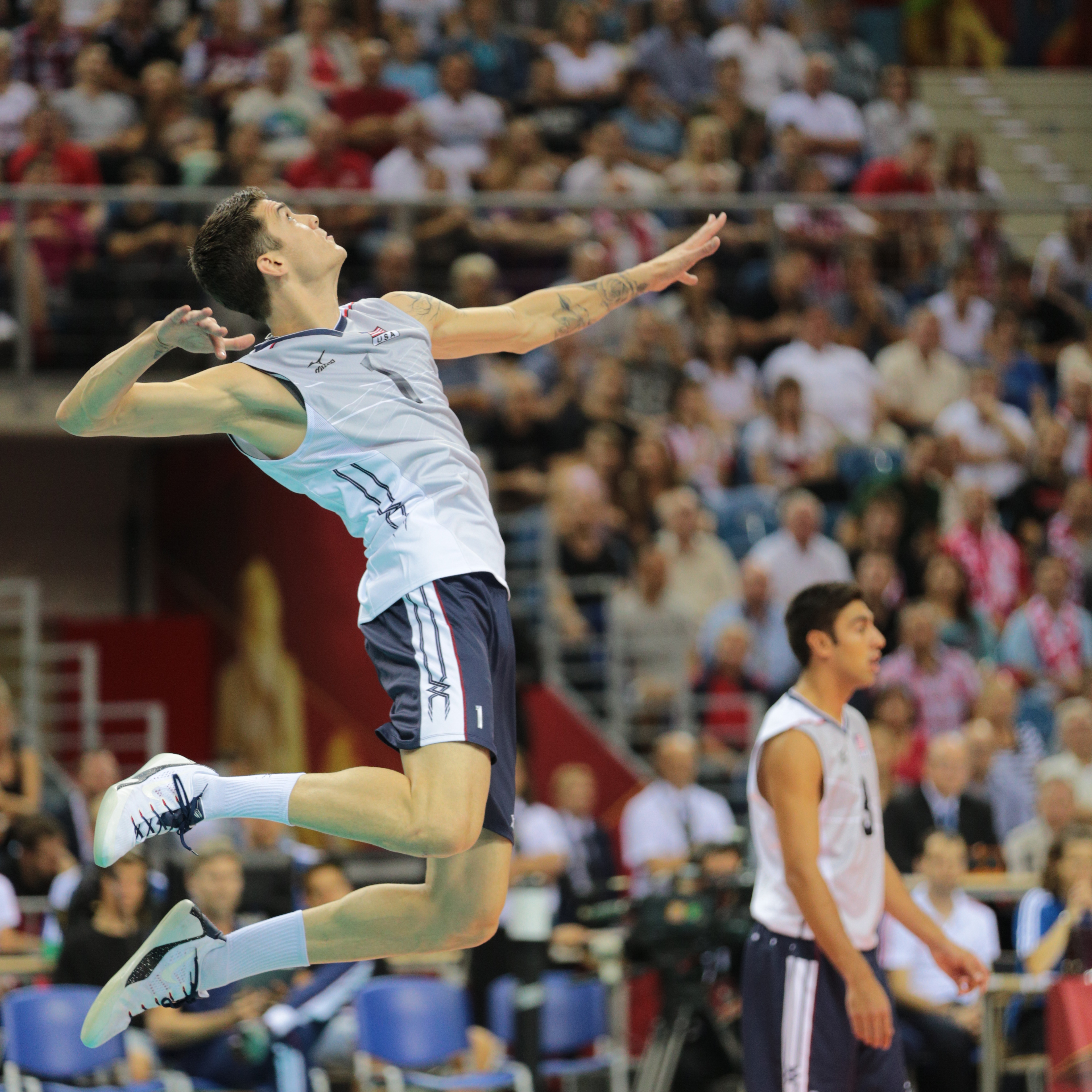
マット・アンダーソンのスパイクサーブ（2014年世界選手権のイタリア戦にて）

ウェストセレカ高校（英語版）最上級学年時には、同校バレーボールチームをレギュラーシーズン17勝無敗の好成績で、地区決勝戦へと導いた。決勝ではハンブルク高校に3-0で敗れている。2004年には同校は、ディビジョンⅠ選手権者となった。その後、アンダーソンはエリー郡イーデン町にあったイーデンバレーボールクラブでプレーした。ペンシルベニア州立大学に進んだアンダーソンは、2年次には身長が207cm（6'10"）に達した。高校時代の元来のポジションはミドルブロッカーであったが、イーデンVCではアウトサイドヒッターやオポジットとしての経験を積んだ。アンダーソンは今日、著名な同クラブ出身者の中でもトップクラスのプレーヤーとして名を馳せている。
ペンシルベニア州立大学におけるアンダーソンの成績はアタック決定本数1,212本、サービスエース82本であり、歴代の同学出身者ランキングの13位となっている。特筆すべきは2008年シーズンで、ペンシルベニア州立大学ニッタニーライオンズを決勝戦に導き、ペパーダイン大学ウェーブスを打ち破ってNCAA選手権二度目の優勝を飾ったことである。この試合では29本のアタックを決め、MOP（Most Outstanding Player＝最も傑出した選手）に選出された。また同年にはEIVA（東部大学バレーボール協会）の年間優秀選手、AVCA（全米大学監督協会）の年間優秀選手、AVCAファーストチームにも選出されている。
2008年7月、ペンシルベニア州立大学4年次への進級を中断し、韓国Vリーグの現代キャピタル・スカイウォーカーズとプロ契約を締結した。デビューシーズンではスカイウォーカーズをレギュラーラウンド1位への導いている。2010/11シーズンはイタリアのカッリポ・ヴィボ・ヴァレンツィアでプレーし、翌シーズンにはパッラヴォーロ・モデナに移籍、更に2012年からはロシア・スーパーリーグのゼニト・カザンへと移籍した。2012/13シーズンにはロシア選手権銅メダルと欧州チャンピオンズリーグ銅メダル獲得に貢献した。2013/14シーズンには、ロシア選手権優勝の原動力となり、自らもMVPに選出されている。
2014年10月29日、アンダーソンはうつ病を理由に、セニト・カザンとの契約打ち切りを申し入れしたが、同年12月26日、年明けからゼニト・カザンへの復帰を表明した。
2025年、SVリーグの日本製鉄堺ブレイザーズに入団。
背番号は1に決定。

## 球歴
アメリカ合衆国代表 2007年-
- 2008年 - パンアメリカンカップ  金メダル
- 2011年 - NORCECA選手権  銀メダル
- 2012年 - FIVBワールドリーグ  銀メダル
- 2012年 - ロンドンオリンピック 5位
- 2013年 - NORCECA選手権  金メダル
- 2014年 - FIVBワールドリーグ  金メダル
- 2015年 - ワールドカップバレーボール  金メダル
- 2016年 - リオデジャネイロオリンピック 銅メダル
- 2024年 - パリオリンピック 銅メダル

## 所属クラブ
- ペンシルベニア州立大学（2006-2009年）
- 現代キャピタル・スカイウォーカーズ（2008-2010年）
- カッリポ・ヴィボ・ヴァレンツィア（2010-2011年）
- パッラヴォーロ・モデナ（2011-2012年）
- ゼニト・カザン（2012-2019年）
- パッラヴォーロ・モデナ（2019-2020年）
- シル・サフェーティ・ペルージャ（2021-2022年）
- ゼニト・サンクトペテルブルク（2022-2023年）
- ジラート・バンカス（2023-2025年）
- 日本製鉄堺ブレイザーズ（2025年-）

## 受賞歴
- 2013年 - NORCECA選手権 MVP
- 2013年 - ワールドグランドチャンピオンズカップ ベストスコアラー
- 2014年 - ロシア・スーパーリーグ MVP